# Kwekkeboom
Kwekkeboom is een Amsterdams bedrijf. De Kwekkeboom patisserie werd in de loop der jaren een begrip in Amsterdam en daar buiten. De banketbakkerij staat bekend om zijn gebak, saucijzenbroodjes en kroketten. 
Kwekkeboom werd in 1900 opgericht door Herman Kwekkeboom. De eerste zaak bevond zich op het Amsterdamse Rapenburg. Later kwamen op verschillende  locaties in de stad nevenvestigingen. Zo zijn er onder andere op de Reguliersbreestraat (sinds 1945, gesloten maart 2019), de Linnaeusstraat (sinds 1990) en de Ferdinand Bolstraat (sinds 1993) en (sinds 2012) op het Buikslotermeerplein patisseries van 'Kwekkeboom'.
Landelijk werd het bedrijf bekend door de 'Kwekkeboom' rundvleeskroket. Het merkrecht van de kroket werd in september 1994 verkocht aan Dijk Lopik B.V. en is sinds 2007 eigendom van Royaan B.V. Op hun beurt werd Royaan in 2016 overgenomen door branchegenoot Van Geloven.